# Forécariah (prefectura de Guinea)
Forécariah es una prefectura de la región de Kindia de Guinea, con una población censada en marzo de 2014 de 242 942 habitantes. Está formada por las siguientes subprefecturas, que igualmente se muestran con población censada en marzo de 2014:
- Alassoya 14,817
- Benty 24,159
- Farmoriah 33,057
- Forécariah 20,275
- Kaback 20,090
- Kakossa 9,389
- Kallia 19,272
- Maférinya 43,730
- Moussaya 38,005
- Sikhourou 20,148[1]